# Künzell
Künzell – miejscowość i gmina w Niemczech, w kraju związkowym Hesja, w rejencji Kassel, w powiecie Fulda.

## Współpraca
Miejscowości partnerskie:
- Dingelstädt, Turyngia
- Rustington, Wielka Brytania